# Смит Ривер (Калифорнија)
Смит Ривер (енгл. Smith River) насељено је место без административног статуса у америчкој савезној држави Калифорнија.

## Демографија
По попису из 2010. године број становника је 866.
| Група             | 2000.    | 2010.       |
| Белци             | 0 (0,0%) | 494 (57,0%) |
| Афроамериканци    | 0 (0,0%) | 1 (0,1%)    |
| Азијати           | 0 (0,0%) | 5 (0,6%)    |
| Хиспаноамериканци | 0 (0,0%) | 293 (33,8%) |
| Укупно            | 0        | 866         |